# Енджеевич, Януш
Януш Енджеевич (пол. Janusz Jędrzejewicz; 21 июня 1885, Спичинцы — 16 марта 1951, Лондон) — польский политик, Премьер-министр Польши с мая 1933 по май 1934 года.

## Биография
В Первую мировую войну воевал на Восточном фронте. Входил в Польскую военную организацию, был близким соратником Юзефа Пилсудского. В 1923 году демобилизовался, работал учителем математики в Сулеювеке. После Майского переворота работал в Министерстве духовных дел и народного просвещения. В марте 1928 года был избран в Сейм от блока BBWR. В 1930 году участвовал в основании Научно-исследовательского Института Восточной Европы в Вильнюсе. С августа 1931 по февраль 1934 года возглавлял Министерстве духовных дел и народного просвещения. С мая 1932 по май 1934 года занимал должность Премьер-министра.
В сентябре 1939 года эмигрировал в Румынию. Бежал в Турцию после прихода к власти Антонеску. В 1947 году переехал в Лондон, где жил до самой смерти.